# Piscina Mirabilis

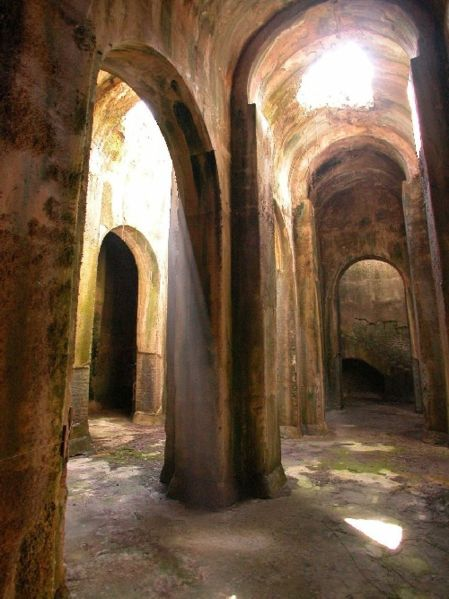
Piscina Mirabilis

A Piscina Mirabilis a legnagyobb víztartály, amelyet a rómaiak építettek. Misenum városa alatt található és elsődleges feladata az itt állomásozó római flotta ivóvízzel való ellátása volt. 

## Története
A hatalmas víztartály Augustus császár és hadvezére Agrippa parancsára építették, hogy a misenumi hadikikötőben állomásozó helyőrséget és az ide befutó hajókat ivóvízzel ellássák. A tartály teljes egészében a város alatti tufarétegekből vájták ki. A víztározó oldalait vastag stukkórétegekkel szigetelték. A medencét átszelő mély keresztfolyosó szolgált a víz tisztítására: ebben ülepedett le a szennyeződés, amelyet aztán a víztározó kiürítése után könnyen el tudtak távolítani. A vizet a tározó tetején levő szellőzőnyílásokon engedték be a medencébe. Eredeti állapotában 15 m mély, 72 m hosszú és 25 m széles volt. Összesen 12 000 m³ vizet volt képes tárolni. Boltozatos mennyezetét 48 oszlop tartotta. Az Aqua Augusta vízvezeték látta el, amely a Serino környéki források vizét szállította Nápolyon keresztül és amelynek egyes részei ma is láthatók. 